# White Trash, Two Heebs and a Bean
 (juin 2023).
Si vous disposez d'ouvrages ou d'articles de référence ou si vous connaissez des sites web de qualité traitant du thème abordé ici, merci de compléter l'article en donnant les références utiles à sa vérifiabilité et en les liant à la section « Notes et références ».
Albums de NOFX
Maximum Rock and Roll
(1992) Punk in Drublic
(1994)
White Trash, Two Heebs and a Bean est le quatrième album studio du groupe de punk rock californien NOFX, sorti le 5 novembre 1992 sur le label Epitaph Records. C'est le premier album où apparaît le guitariste El Hefe en remplacement de Steve Kidwiller qui quitta le groupe en 1991. C'est aussi le premier album de NOFX qui n'est pas produit par Brett Gurewitz.
Cet album fut le premier succès du groupe. Il le propulsa et lui permit de se faire connaître.
Toutes les chansons de l'album sont écrites par Fat Mike excepté la chanson "Straight Edge" qui est une reprise du groupe de punk hardcore straight edge Minor Threat et qui est interprétée en style jazz (le chant imite d'ailleurs de façon humoristique la voix du trompettiste Louis Armstrong).
C'est le dernier album de Erik "Smelly" Sandin avant qu'il ne parte pendant un mois en cure de désintoxication sévère à cause de son addiction à l'Héroïne.
L'"ordure blanche" (White Trash) représente Erik Sandin tandis que les "deux hébreux" (Two Heebs) représentent Fat Mike et Eric Melvin faisant référence à leur origine juive. L'"Haricot" (A Bean) lui, représente El Hefe et fait référence à son origine mexicaine. À la base les membres voulaient appeler l'album "White Trash, Two Kikes and a Spic" mais leur entourage considérant le nom trop offensant, ils décidèrent de le renommer.
La formation de NOFX se stabilise donc avec l'arrivée du guitariste soliste Aaron "Hefe" Abeyta. C'est en fait par le biais d'amis communs d'un gang nommé Dog Patch Winos que Smelly (batterie) rencontra Aaron. Il jouait alors dans le groupe de fusion Crystal Sphere. Hefe apportera à NOFX un son plus propre ainsi que des chœurs, de nouvelles techniques et de la trompette.

## Pistes
1. Soul Doubt – 2:46
2. Stickin' in My Eye – 2:24
3. Bob – 2:02
4. You're Bleeding – 2:12
5. Straight Edge – 2:11
6. Liza and Louise – 2:22
7. The Bag – 2:46
8. Please Play This Song on the Radio – 2:16
9. Warm – 3:30
10. I Wanna Be Your Baby – 2:56
11. Johnny Appleseed – 2:37
12. She's Gone – 2:56
13. Buggley Eyes – 1:21